# Kremlregiment

Emblem des Kremlregiments

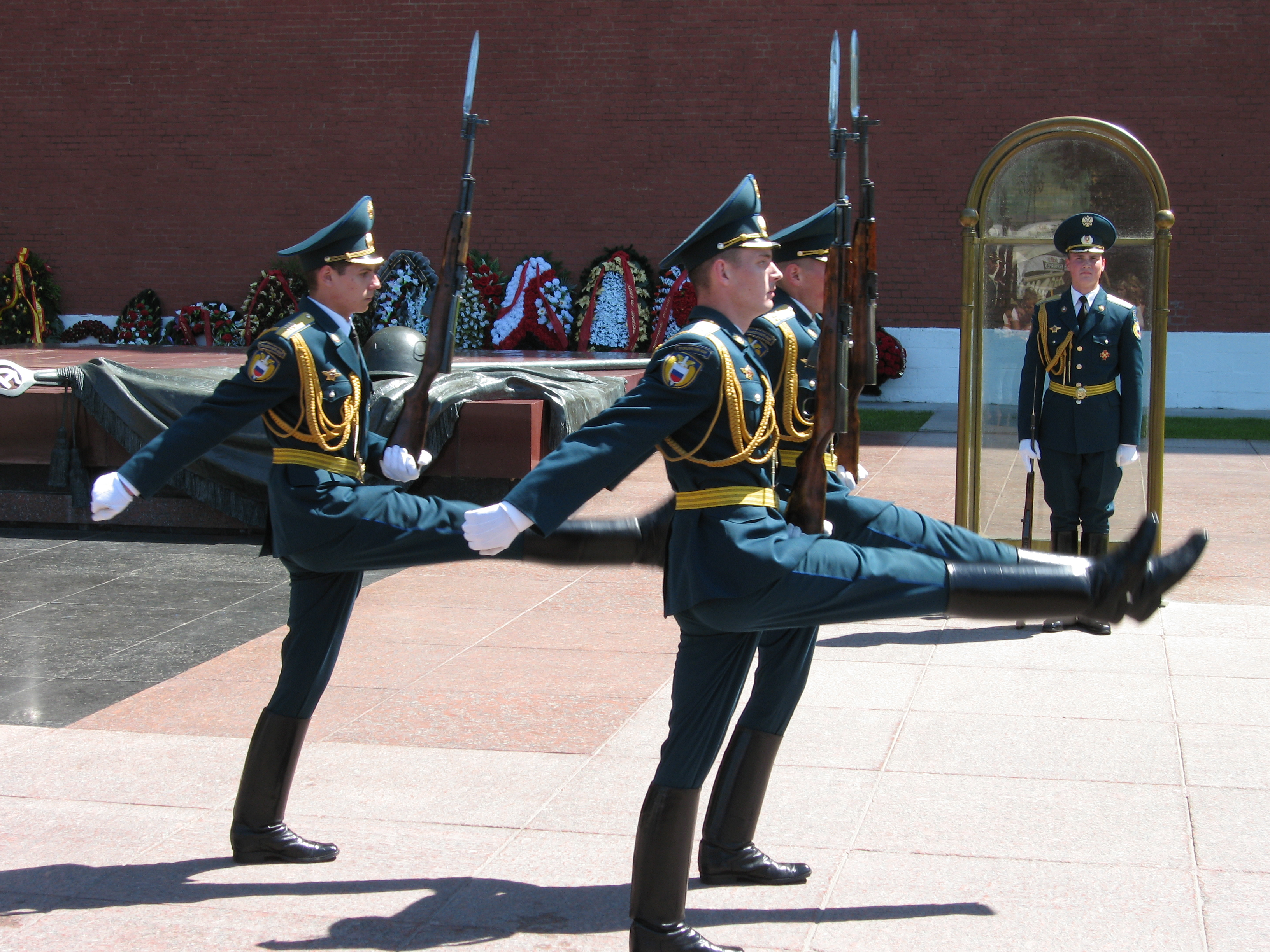
Wachablösung (2006)

Das Kremlregiment (russisch Кремлёвский полк) ist die im Arsenal des Moskauer Kremls stationierte militärische Formation.
Das Regiment ist dem Schutzdienst FSO unterstellt und leistet Bewachungs- und Formaldienste. Es stellt auch die Ehrenwache, die sich bis 1993 vor dem Lenin-Mausoleum befand und seit 1997 am Grab des unbekannten Soldaten im Alexandergarten beim Moskauer Kreml steht.
Es führt seine Tradition bis auf das Jahr 1918 und die Lettischen Schützen der Bürgerkriegszeit zurück. Seit 1936 war es dem NKWD bzw. später dessen Nachfolger KGB unterstellt.